# كهف عرابة
كهف عرابة كهف طبيعي يقع في منطقة واد ابو شناعة على بعد 5 كيلومتر من بلدة عرابة، جنوب غرب مدينة جنين ،بالضفة الغربية ،اُعلن عن اكتشافه في 2016

## اكتشافه
خلال عمليات الحفر المكلفة من وزارة السياحة والآثار ، اكتشف كهف عرابه وتم ابلاغ شرطة السياحة والآثار ، ليصدر بيان في 3 مارس 2016 باعلان الاكتشاف

## خصائصه
كهف طبيعي ذو تكوين صخري ،على عمق 10 أمتار ،ومساحة تزيد عن 350 متر مربع ، يتكون من أشكال واقبية و صواعد وهوابط و يحتوي على تجاويف وهياكل